# Povegliano
Povegliano är en ort och kommun i provinsen Treviso i regionen Veneto i Italien. Kommunen hade 5 230 invånare (2018).